# Gran Premio di Gran Bretagna 1993
Il Gran Premio di Gran Bretagna 1993 è stato un Gran Premio di Formula 1 disputato l'11 luglio 1993 sul Circuito di Silverstone. La gara è stata vinta da Alain Prost su Williams.

## Prima della gara
- La Minardi appieda Fabrizio Barbazza sostituendolo con Pierluigi Martini.

## Qualifiche
Le Williams dominano ancora una volta le qualifiche; nel Gran Premio di casa, Hill sembra poter conquistare la pole position, ma il compagno di squadra Prost gliela strappa negli ultimi minuti della sessione. Più staccati gli altri; Schumacher, terzo, si trova ad oltre un secondo dai due piloti del team inglese, Senna, quarto, quasi a tre. Chiudono la top ten Patrese, Brundle, Herbert, Warwick, Blundell e Suzuki. Molto in difficoltà le Ferrari, con Alesi e Berger rispettivamente dodicesimo e tredicesimo con oltre quattro secondi di distacco dalla pole position.

### Classifica
| Pos                     | No | Pilota               | Costruttore               | Tempo    | Distacco |
| ----------------------- | -- | -------------------- | ------------------------- | -------- | -------- |
| 1                       | 2  | Alain Prost          | Williams - Renault        | 1:19.006 |          |
| 2                       | 0  | Damon Hill           | Williams - Renault        | 1:19.134 | +0.128   |
| 3                       | 5  | Michael Schumacher   | Benetton - Ford           | 1:20.401 | +1.395   |
| 4                       | 8  | Ayrton Senna         | McLaren - Ford            | 1:21.986 | +2.980   |
| 5                       | 6  | Riccardo Patrese     | Benetton - Ford           | 1:22.364 | +3.358   |
| 6                       | 25 | Martin Brundle       | Ligier - Renault          | 1:22.421 | +3.415   |
| 7                       | 12 | Johnny Herbert       | Lotus - Ford              | 1:22.487 | +3.481   |
| 8                       | 9  | Derek Warwick        | Footwork - Mugen-Honda    | 1:22.834 | +3.828   |
| 9                       | 26 | Mark Blundell        | Ligier - Renault          | 1:22.885 | +3.879   |
| 10                      | 10 | Aguri Suzuki         | Footwork - Mugen-Honda    | 1:23.077 | +4.071   |
| 11                      | 7  | Michael Andretti     | McLaren - Ford            | 1:23.114 | +4.108   |
| 12                      | 27 | Jean Alesi           | Ferrari                   | 1:23.203 | +4.197   |
| 13                      | 28 | Gerhard Berger       | Ferrari                   | 1:23.257 | +4.251   |
| 14                      | 11 | Alessandro Zanardi   | Lotus - Ford              | 1:23.533 | +4.527   |
| 15                      | 14 | Rubens Barrichello   | Jordan - Hart             | 1:23.635 | +4.629   |
| 16                      | 30 | Jyrki Järvilehto     | Sauber - Ilmor            | 1:24.071 | +5.065   |
| 17                      | 20 | Érik Comas           | Larrousse - Lamborghini   | 1:24.139 | +5.133   |
| 18                      | 29 | Karl Wendlinger      | Sauber - Ilmor            | 1:24.525 | 5.519    |
| 19                      | 23 | Christian Fittipaldi | Minardi - Ford            | 1:24.664 | +5.658   |
| 20                      | 24 | Pierluigi Martini    | Minardi - Ford            | 1:24.718 | +5.712   |
| 21                      | 4  | Andrea De Cesaris    | Tyrrell - Yamaha          | 1:25.254 | +6.248   |
| 22                      | 3  | Ukyo Katayama        | Tyrrell - Yamaha          | 1:25.343 | +6.337   |
| 23                      | 15 | Thierry Boutsen      | Jordan - Hart             | 1:25.363 | +6.357   |
| 24                      | 19 | Philippe Alliot      | Larrousse - Lamborghini   | 1:25.397 | +6.391   |
| 25                      | 22 | Luca Badoer          | Scuderia Italia - Ferrari | 1:26.239 | +7.233   |
| Vetture non qualificate |    |                      |                           |          |          |
| NQ                      | 21 | Michele Alboreto     | Scuderia Italia - Ferrari | 1:26.520 | +7.514   |

## Gara
Al via Hill parte meglio del compagno di squadra e si porta al comando; scatta ancora meglio Senna, che dal quarto posto sulla griglia di partenza balza in seconda posizione. Dietro ai quattro, all'ingresso della Copse ci sono Brundle, Patrese, Herbert e Alesi che guadagna cinque posizioni con l'unico lampo Ferrari del weekend. Mentre Hill allunga indisturbato, inizia una fase molto spettacolare in cui Senna, pur sensibilmente più lento, prova a chiudere la porta agli attacchi di Prost; la battaglia tra i due culmina con il sorpasso del francese alla staccata della stowe nel corso del settimo passaggio. Pur senza il conforto di un vantaggio di motore, la stessa manovra riesce anche a Schumacher tre giri più tardi. Dopo 11 tornate Hill comanda con 8" su Prost e 15" su Schumacher. I cambi gomme non mutano la sostanza ma Prost riesce a rosicchiare qualcosa e poi a tornare a contatto sfruttando qualche indecisione di Hill in fase di doppiaggio. Al giro 37 la safety car entra in pista per un incidente di Badoer alla curva Woodcote. Dopo la ripartenza Hill prova ad allungare ottenendo il giro più veloce al giro 41 ma deve abbandonare solo una tornata dopo per rottura del motore, dicendo addio alle speranze di vincere il primo gp proprio davanti al pubblico amico; Prost passa così al comando davanti a Schumacher, Senna, Brundle e Patrese. Se si eccettua il ritiro di Brundle a sei giri dalla fine, l'ordine rimane invariato fino all'ultima tornata, quando Senna, come già accaduto due anni prima, rimane senza benzina e si ferma lungo il tracciato; il brasiliano viene comunque classificato quinto, alle spalle di Prost, Schumacher, Patrese e Herbert e davanti a Warwick, che porta il primo punto della stagione alla Footwork.

### Classifica
| Pos              | No | Pilota               | Costruttore               | Giri | Tempo/Ritiro    | Partenza | Punti |
| ---------------- | -- | -------------------- | ------------------------- | ---- | --------------- | -------- | ----- |
| 1                | 2  | Alain Prost          | Williams - Renault        | 59   | 1:25:38.189     | 1        | 10    |
| 2                | 5  | Michael Schumacher   | Benetton - Ford           | 59   | +7.660          | 3        | 6     |
| 3                | 6  | Riccardo Patrese     | Benetton - Ford           | 59   | +1:17.482       | 5        | 4     |
| 4                | 12 | Johnny Herbert       | Lotus - Ford              | 59   | +1:18.407       | 7        | 3     |
| 5                | 8  | Ayrton Senna         | McLaren - Ford            | 58   | Senza benzina   | 4        | 2     |
| 6                | 9  | Derek Warwick        | Footwork - Mugen-Honda    | 58   | +1 giro         | 8        | 1     |
| 7                | 26 | Mark Blundell        | Ligier - Renault          | 58   | +1 giro         | 9        |       |
| 8                | 30 | Jyrki Järvilehto     | Sauber - Ilmor            | 58   | +1 giro         | 16       |       |
| 9                | 27 | Jean Alesi           | Ferrari                   | 58   | +1 giro         | 12       |       |
| 10               | 14 | Rubens Barrichello   | Jordan - Hart             | 58   | +1 giro         | 15       |       |
| 11               | 19 | Philippe Alliot      | Larrousse - Lamborghini   | 57   | +2 giri         | 24       |       |
| 12               | 23 | Christian Fittipaldi | Minardi - Ford            | 56   | Cambio          | 19       |       |
| 13               | 3  | Ukyo Katayama        | Tyrrell - Yamaha          | 55   | +4 giri         | 22       |       |
| 14               | 25 | Martin Brundle       | Ligier - Renault          | 53   | Cambio          | 6        |       |
| Non classificato | 4  | Andrea De Cesaris    | Tyrrell - Yamaha          | 43   | +16 giri        | 21       |       |
| Ritirato         | 11 | Alessandro Zanardi   | Lotus - Ford              | 41   | Testacoda       | 14       |       |
| Ritirato         | 0  | Damon Hill           | Williams - Renault        | 41   | Motore          | 2        |       |
| Ritirato         | 15 | Thierry Boutsen      | Jordan - Hart             | 41   | Semiasse        | 23       |       |
| Ritirato         | 22 | Luca Badoer          | Scuderia Italia - Ferrari | 32   | Incidente       | 25       |       |
| Ritirato         | 24 | Pierluigi Martini    | Minardi - Ford            | 31   | Problema fisico | 20       |       |
| Ritirato         | 29 | Karl Wendlinger      | Sauber - Ilmor            | 24   | Incidente       | 18       |       |
| Ritirato         | 28 | Gerhard Berger       | Ferrari                   | 10   | Sospensione     | 13       |       |
| Ritirato         | 10 | Aguri Suzuki         | Footwork - Mugen-Honda    | 8    | Testacoda       | 10       |       |
| Ritirato         | 7  | Michael Andretti     | McLaren - Ford            | 0    | Testacoda       | 11       |       |
| Ritirato         | 20 | Érik Comas           | Larrousse - Lamborghini   | 0    | Albero motore   | 17       |       |
| NQ               | 21 | Michele Alboreto     | Scuderia Italia - Ferrari | /    | Non qualificato |          |       |

## Classifiche

### Piloti
| Pos. | Pilota               | Punti |
| ---- | -------------------- | ----- |
| 1    | Alain Prost          | 67    |
| 2    | Ayrton Senna         | 47    |
| 3    | Michael Schumacher   | 30    |
| 4    | Damon Hill           | 28    |
| 5    | Martin Brundle       | 9     |
| 5    | Riccardo Patrese     | 9     |
| 5    | Johnny Herbert       | 9     |
| 8    | Mark Blundell        | 6     |
| 9    | Jyrki Järvilehto     | 5     |
| 9    | Christian Fittipaldi | 5     |
| 9    | Gerhard Berger       | 5     |
| 12   | Jean Alesi           | 4     |
| 13   | Michael Andretti     | 3     |
| 14   | Philippe Alliot      | 2     |
| 14   | Fabrizio Barbazza    | 2     |
| 16   | Alessandro Zanardi   | 1     |
| 16   | Karl Wendlinger      | 1     |
| 16   | Derek Warwick        | 1     |

### Costruttori
| Pos. | Team                    | Punti |
| ---- | ----------------------- | ----- |
| 1    | Williams - Renault      | 95    |
| 2    | McLaren - Ford          | 50    |
| 3    | Benetton - Ford         | 39    |
| 4    | Ligier - Renault        | 15    |
| 5    | Lotus - Ford            | 10    |
| 6    | Ferrari                 | 9     |
| 7    | Minardi - Ford          | 7     |
| 8    | Sauber - Ilmor          | 6     |
| 9    | Larrousse - Lamborghini | 2     |
| 10   | Footwork - Mugen-Honda  | 1     |

## Fonti
- Teamdan.org, su silhouet.com. URL consultato il 1º giugno 2009.
- Grandprix.com. URL consultato il 1º giugno 2009.
- GpUpdate.com [collegamento interrotto], su f1.gpupdate.net. URL consultato il 1º giugno 2009.